# Aki Shirasaka
Aki Shirasaka (白坂亜紀, Shirasaka Aki), née le 20 juillet 1966, est une femme d'affaires, personnalité du monde de la nuit et femme politique japonaise, représentant la préfecture d'Ōita pour le Parti libéral-démocrate à la Chambre des conseillers du Japon à partir de 2023.

## Jeunesse, études et carrière pré-électorale
Shirasaka naît le 20 juillet 1966 à Taketa, dans la préfecture d'Ōita, d'un père journaliste et d'une mère directrice d'école spécialisée dans le calcul mental et l'arithmétique basé sur le boulier japonais. Désirant suivre les pas de son père, elle s'inscrit à l'université Waseda. Souhaitant également fonder une famille, elle se voit refuser plusieurs emplois à cause de sa volonté de continuer à élever des enfants. Après que plusieurs connaissances lui assurent qu'il est possible d'avoir une famille et une carrière dans le monde de la nuit tokyoïte, elle entame une carrière de barmaid en parallèle de ses études. Dès la fin de ses dernières, elle prend la direction d'une boîte de nuit dans le quartier de Ginza à Tokyo.
En 2015, après avoir ouvert d'autres restaurants, elle devient la directrice de l'Association des restaurants et de l'industrie alimentaire de Ginza.
En 2023, elle possède plusieurs établissements à Ginza, et fait des apparitions régulières dans plusieurs émissions de variétés, où elle obtient une certaine popularité auprès du public nippon, qui apprécie son côté entrepreneuse et mère de famille conservatrice.

## Carrière électorale
Admiratrice de l'ancien premier ministre Shinzō Abe, elle se porte candidate à un appel d'offres du Parti libéral-démocrate concernant l'élection partielle à la Chambre des conseillers de la circonscription d'Ōita, sa préfecture natale, à la suite de la démission de Kiyoshi Adachi (ja). Le PLD retient sa candidature, et elle devient la candidate officielle du parti. Elle axe sa campagne principalement autour de son expérience en tant que cheffe d'entreprise, ainsi que dans sa capacité à alterner vie de famille et vie professionnelle. Bénéficiant du soutien du Premier Ministre Fumio Kishida, elle est élue d'une très courte marge, 637 voix, et fait ainsi son entrée à la Diète du Japon,.
En 2024, le PLD annonce que Shirasaka sera candidate à sa réélection lors des élections à la Chambre des conseillers du Japon de 2025. Lors du match retour contre Tadatomo Yoshida (ja), déjà candidat lors de l'élection partielle, elle perd cette fois le scrutin, et quitte la Diète, sa campagne électorale plombée par différents scandales concernant des détournements d'argent par d'autres membres du PLD.

## Prises de positions
Shirasaka milite pour une meilleure inclusion des femmes dans la société japonaise, et dans la politique en général, ayant elle-même été victime de discriminations alors qu'elle était jeune mère. Elle fait de la lutte contre la baisse de la natalité un de ses objectifs principaux en tant que parlementaire.
Elle désire également augmenter l'attractivité locale de sa préfecture, en mettant l'accent sur sa nourriture pour participer à une revitalisation locale de sa région.

## Vie privée
Shirasaka devient mère alors qu'elle est encore étudiante. Elle indique pratiquer régulièrement le golf et le tennis, et particulièrement apprécier le nô. Passionnée d'apiculture, elle est à l'origine d'un projet communautaire à Ginza visant à installer plusieurs ruches dans le quartier, dans le but de favoriser la conservation de l'espèce, et de produire du miel comestible pour les restaurateurs de Ginza.